# وكالة التحقيقات الجنائية (إندونيسيا)
وكالة التحقيقات الجنائية (بالإندونيسية: Badan Reserse Kriminal Kepolisian Negara Republik Indonesia) هي واحدة من الوكالات التنفيذية المركزية لالشرطة الوطنية الاندونيسية. ويقود الوكالة رئيس وكالة التحقيقات الجنائية، وهو جنرال من فئة ثلاث نجوم في الشرطة الوطنية الإندونيسية. تقوم الوكالة بإجراء تحقيقات في مجموعة متنوعة من الجرائم الجنائية، وتبدأ التحقيقات الجنائية، وتحدد المشتبه فيهم، وتقوم باعتقالات، وتتولى مسؤولية مختبر الطب الشرعي في جميع أرجاء إندونيسيا.

## التنظيم
تتكون منظمة وكالة التحقيقات الجنائية من:
- عنصر القيادة:
  - رئيس وكالة المباحث الجنائية.
  - نائب رئيس وكالة المباحث الجنائية.
- العناصر المساعدة للقيادة والعملياتية:
  - مكتب التنمية والتشغيل.
  - مكتب التخطيط والإدارة.
  - مكتب الإشراف على التحقيقات.
  - مكتب التنسيق والإشراف على محقق الموظفين المدنيين.
- عناصر التنفيذي الخاص:
  - مركز المختبر الجنائي.
  - مركز نظام التعرف على بصمات الأصابع في إندونيسيا.
  - المركز الوطني للمعلومات الجنائية.
- عناصر التنفيذي الرئيسي:
  - مديرية الجرائم العامة.
  - مديرية الجرائم المالية.
  - مديرية جرائم الفساد.
  - مديرية جرائم المخدرات.
  - مديرية الجرائم السيبرانية.
  - مديرية الجرائم الأخرى: تتعامل مع الجرائم الأخرى التي لا تغطيها المديريات الأخرى.